# ستيف بارنارد
ستيف بارنارد (بالإنجليزية: Steve Barnard)‏ هو طبال بريطاني، ولد في 10 يناير 1968 في لندن في المملكة المتحدة.

## وصلات خارجية
- ستيف بارنارد على موقع ميوزك برينز (الإنجليزية)
- ستيف بارنارد على موقع ميوزك برينز (الإنجليزية)
- ستيف بارنارد على موقع أول ميوزيك (الإنجليزية)
- ستيف بارنارد على موقع ديسكوغز (الإنجليزية)